# John W. Foster
John Watson Foster (ur. 2 marca 1836 w hrabstwie Pike, zm. 15 listopada 1917 w Waszyngtonie) – amerykański polityk.

## Życiorys
Urodził się 2 marca 1836 roku na terenie hrabstwa Pike. Ukończył studia na Uniwersytecie Indiany, a następnie studiował nauki prawne w Harvard Law School. Przeniósł się do Cincinnati, gdzie został przyjęty do palestry i otworzył prywatną praktykę. W czasie wojny secesyjnej walczył po stronie wojsk Unii i dosłużył się stopnia pułkownika. Po zakończeniu wojny powrócił do Indiany i zaangażował się w działalność polityczną na rzecz reelekcji Ulyssesa Granta. W latach 1873–1880 pełnił funkcję posła pełnomocnego w Meksyku, przez kolejny rok – posła pełnomocnego w Carstwie Rosyjskim. Na początku lat. 80. powrócił do praktykowania prawa, jednak w 1883 roku został wysłany na placówkę dyplomatyczną w Hiszpanii, gdzie spędził dwa lata. W 1892 roku prezydent Benjamin Harrison powołał go na stanowisko sekretarza stanu. Foster piastował ten urząd do lutego 1893 roku. Zmarł 15 listopada 1917 roku w Waszyngtonie.
Jego zięciem był Robert Lansing, a wnukiem – John Foster Dulles.